# Firme y feliz por la unión

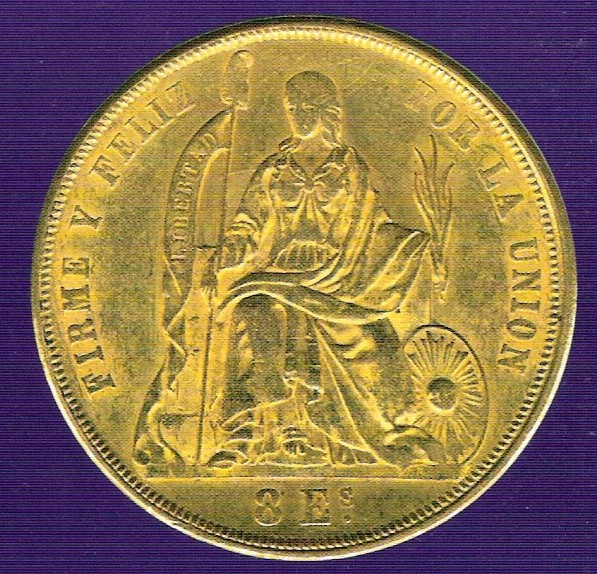
Anverso de moneda de oro de 8 escudos de 1863. Lema: “firme y feliz por la unión”.

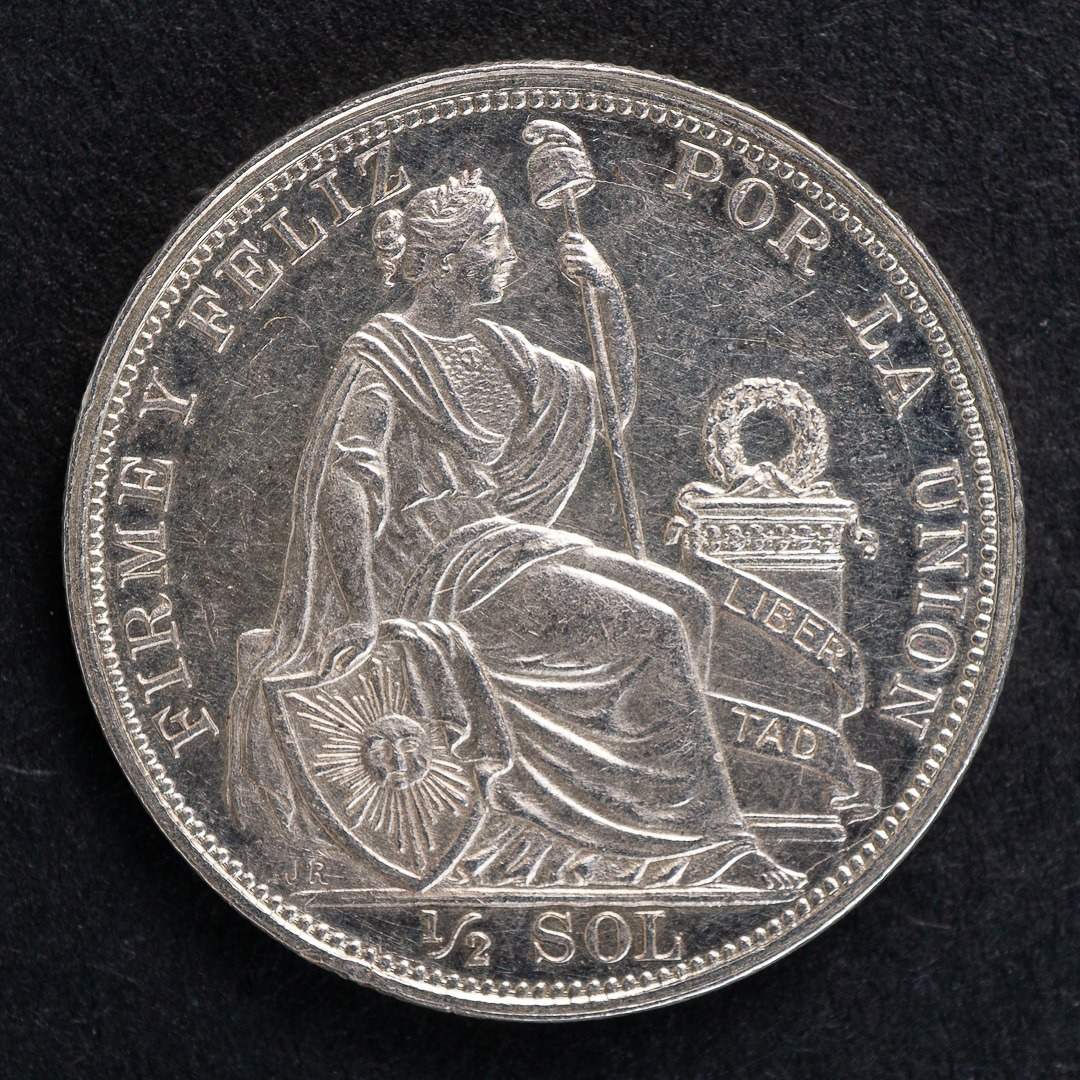

«Firme y feliz por la unión» es una frase mencionada como lema del Perú. Aparece por primera vez en la moneda de oro de 8 escudos en 1826 y en la de plata de 8 reales en 1825. Salió en todas las monedas de un sol de Plata, desde la primera acuñada en 1863. 
El Congreso Constituyente estableció el diseño del tipo de las monedas de oro y plata mediante resolución legislativa del 25 de febrero de 1825.
Esta norma define la acuñación de las primeras monedas e indica que:

En el reverso (de la moneda) se representará a una doncella de pie, con un asta en la mano derecha que sostenga el gorro de la libertad, y en la izquierda un broquel apoyado sobre el terreno, que lleve la palabra Libertad; en la circunferencia se pondrá el mote "Firme y feliz por la unión"
Orden del Congreso del 25 de febrero de 1825.
Decreto del Consejo de Gobierno del 28 de mayo de 1825.

## Significado

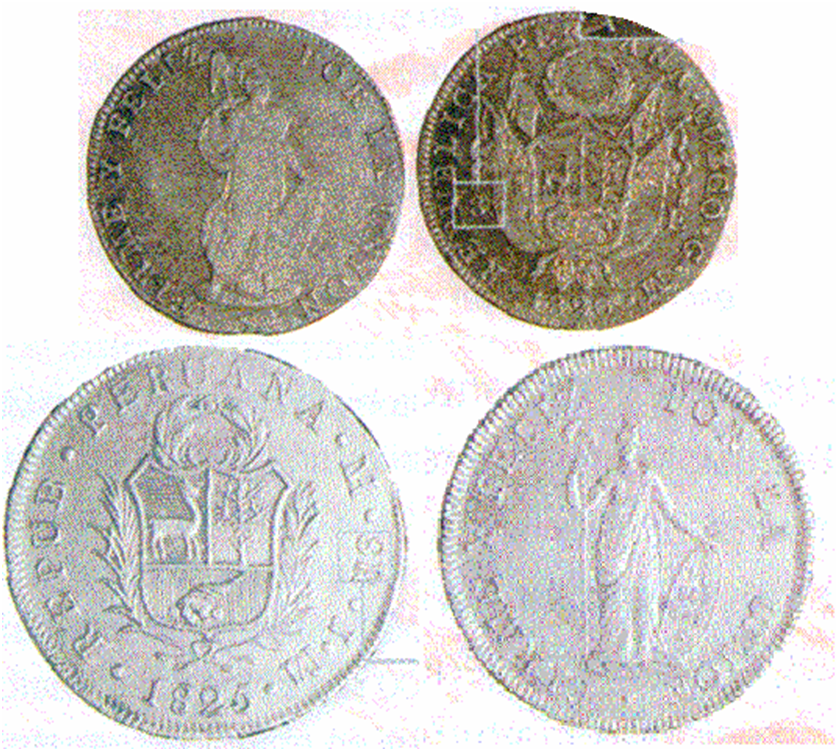
Monedas Firme y feliz por la unión y Libertad Parada de 1825. Lema: Firme y feliz por la unión.

Durante el Virreinato las antiguas provincias apenas tenían nexo histórico entre sí. El Alto Perú, que tenía más nexos históricos con el sur peruano que la costa peruana, se declaró república independiente, al consumarse la independencia y establecerse definitivamente el Estado Peruano se decidió que ese lema sería lo más adecuado: "Firme y Feliz por la Unión":
- La Unión con los departamentos del Norte y Guayaquil (antes de la anexión por la Gran Colombia), precursores de la libertad (se declararon independientes antes de declararse la independencia oficial).
- La Unión con los departamentos amazónicos, algo abandonados, pero importantes.
- La Unión con la Sierra andina, que abarca desde Cajamarca hasta Puno, pasando por su centro neurálgico: Cuzco, capital del antiguo Imperio incaico.
- La Unión con los departamentos alejados del sur, de Arequipa a Tarapacá (antes de la guerra con Chile), uniendo desiertos que contaban con riquezas aún desconocidas.
- La Unión con la aristócrata Lima ,Ciudad de los Reyes, capital del desaparecido Virreinato y de la naciente república.

## Menciones
Sa devise est: "Firme y feliz por la unión" : Fort et heureux par l'union. Ses armes portent, sous un soleil : Un llama figurant le règne animal.
Émile Carrey (1875).

Although the motto of Peru is: "Firme y feliz por la Unión" (Firm and Happy by Union) the motto finds no reflection in the national characteristics
Isaac Leopold Rice (1886).

"Firme y feliz por la unión", el bello lema de nuestra patria, unido al "E pluribus unum" de los norteamericanos, —uno para todos, todos para uno— podían constituir la divisa fundamental de la nueva era de confraternidad del mundo de Colón.
Rafael Larco Herrera (1946).

Así se retornara a la legitima comunidad esa que esta levantada sólidamente sobre las bases de la reciproca admiración sin rencores ni escisiones, tal como destella el símbolo peruano "Firme y feliz por la unión".
Sebastián Salazar Bondy (1956).

Legisladores...Que las labores de la Legislatura de 1893, cuyas sesiones declaro instaladas, salven las dificultades que se presentan en nuestra marcha; que al cerrar vuestras sesiones nos encontremos "firmes y felices por la unión".
Remigio Morales Bermúdez (1893)

10.- Ser peruano es buscar permanentemente la unión para triunfar en nuestros ideales y metas teniendo como divisa el lema ese "FIRME Y FELIZ POR LA UNIÓN" que la imagen de la patria ostenta en nuestras antiguas monedas.
Francisco Gonzáles (1975)

¡Que la paz sea contigo!". "¡Y también contigo!". De esto, más que de la violencia, necesita el Perú para continuar con el duro trabajo de lograr la fundación real y verdadera de la República Peruana, la cual inició su vida "simbólica" hace 186 años. ¡Hagamos que el símbolo encerrado en nuestro lema nacional "firme y Feliz por la Unión" se convierta en realidad!
José Perla Anaya (23/07/2007)

(izquierda) Dirección: Jiron Quilca 556 Casilla de correo 303. Teléfonos todas las dependencias 45023 y 31316 (centro) Diario Oficial. Fundado el año 1825 por el libertador Simón Bolívar. "Año de los vencedores del 2 de mayo". (derecha) "Firme y Feliz por la Unión".
(título) (Escudo del Perú) El Peruano

Estoy absolutamente persuadido, señores Representantes, que en este clima tal vez podamos iniciar el proceso de enrumbar el país por la senda del progreso, haciendo que sea verdad el lema que acuñaron los próceres fundadores como promesa y apuesta para el futuro del Perú: '"Firme y feliz por la unión".
Valentín Paniagua Corazao (2000)

El lema de nuestro escudo nacional se encarga de decirlo, aunque de distinta manera: "Firme y feliz por la unión". En la futura Constituyente habrá que corregirlo agregando; "Y por la descentralización vinculadora".
Raúl Porras Barrenechea (Publicado en El Perú, 19 de enero de 1931)

En búsqueda de la identidad perdida, o cómo nos queremos más y hacemos realidad aquel lema de los albores de la República: "¡Firme y feliz por la unión!".
Gonzalo Falla Carrillo

Página 118. El de "La Unión" viene a ser como síntesis de aquel conjunto y no poco afín al lema: "Firme y feliz por la Unión" que acompaña a la figura de la República.
Revista del Archivo Nacional del Perú (1959)

Lima, julio de 1998. Saludo a la ciudadanía y al poder judicial con motivo de celebrarse el 177 aniversario de la independencia nacional. Frente a ellos que nos legaron una Patria soberana y libre de toda dominación extranjera, los peruanos de hoy tenemos un gran reto que consiste en seguir construyendo nuestra emancipación mediante el fortalecimiento de las instituciones, luchando por la integración nacional, brindando nuestro trabajo allí donde nos encontremos, con honestidad, eficiencia y eficacia, para hacer del Perú una Nación grande, próspera y en Paz, que haga realidad nuestro viejo emblema republicano: "Firme y Feliz por la Unión".
Comisión Ejecutiva del Poder Judicial (1998)

- Pleno Jurisdiccional del derecho laboral de Arequipa. Julio de 1998. Estas no son simples palabras huecas o sin sentido; les anuncio que un nuevo tiempo ha llegado, donde el clamor de Justicia recorre nuestras playas, los andes y montañas, donde se harán sentir con la fuerza propia del peruano, basado en nuestro antiquísimo precepto de ser "Firme y Feliz por la Unión".
- Ministerio de Relaciones Exteriores del Perú. 10 de enero de 2007: Vuelto al Perú, en 1826 se le encomendó uno de los cargos de mayor amplitud de responsabilidades entonces vigente, el de Director General de Minería, Agricultura, Instrucción Pública y Museo, iniciando así una innovadora trayectoria como funcionario de la joven república, a la que aportó su discernimiento, su aspiración de progreso en justicia y su amor por el Perú. Esto, lastimosamente no halló el correlato político indispensable para su plasmación duradera, que habría contribuido a enrumbar al país hacia la segura prosperidad en la convergencia de miras y en la fidelidad al no cristalizado lema nacional: "Firme y Feliz por la Unión".
- Salazar Bondy, Sebastián. Escritos políticos y morales (1954-1965): No es reciente el uso de esa idea, que tantas veces se nos ofrece como meramente adulatoria. La verdad es que hay muy poco que la expresen con la convicción de que es necesario dar a los jóvenes una oportunidad de intervenir en la obra de gobierno la cual es, sin duda, la de crear una patria "Firme y feliz por la Unión" como lo decidieron los fundadores.
- Salvador Herrera Himno a Apurímac Compartamos fraternos ideales Y formemos un solo corazón Solo así será nuestro pueblo "Firme y feliz por la unión" Adelante, a la luz de la ciencia, Por el camino seguro del bien; Y Apurímac será un oasis Y el Perú un feliz edén
- Freddy Gambetta: Problema, es en efecto y pos desgracia el Perú; pero también felizmente, posibilidad. A todo lo anterior creo un deber rescatar, para estos tiempos modernos, del siglo XXI, el viejo lema con el que nació la república: Firme y Feliz poa la unión.
- Valenvia Dongo Cardenas: Es por eso que consideramos que es un deber de la Nación cuidar de sus hijos. Estoy seguro, señor Presidente, que si Pedro Planas viviera, no creo que sintiera que la Nación estuviera en deuda con él, su gran generosidad estaba por encima de mezquindades; pero es una labor y es un deber y es una responsabilidad de la Nación cuidar de sus hijos, señor Presidente, porque él, como los héroes de la Patria, entregó su vida por el Perú, por un Perú Firme y feliz por la unión.
- Federico Kaufmann Doig. 1968. Sociedad Académica de Estudios Americanos. Distribuidora Inca. Historia general de los peruanos, desde sus oriǵenes hasta el presente. Jorge Basadre La promesa de la vida peruana y otros ensayos: Al fundarse la Independencia, surgió también, un anhelo de concierto y comunidad: "Firme y feliz por la Unión", dijo, por eso, el lema impreso en la moneda peruana.
- Juan Ricardo Vásquez Docente Universitario. Nuestro lema nacional: Resulta conveniente y consecuente recuperar oficialmente y como segundo paso la antigua frase: "Firme y feliz por la unión", buscando su amplia difusión en todos los confines de la República y en los diversos niveles. Hechos y actividades como los expuestos deben recuperarse. Resultaría muy hermoso para los peruanos que se lograse nuevamente que el El Peruano y todas las instituciones estatales, así como nuestros billetes porten como lema oficial: "Firme y feliz por la unión", y paralelamente que todos los gobiernos desarrollen una campaña de docencia cívico-patriótica acerca de su urgente y necesaria interpretación.
- Revista Caretas. Número 1646. Año 2000 Su mensaje al asumir el mando el miércoles fue lúcido y concreto, y una ráfaga de civilizada ilustración recorrió los ambientes de palacio legislativo cuando se refirió a esa antigua determinación nacional de llegar a ser "firme y feliz por la unión".
- Monseñor Roca y Boloña. Funerales de Manuel Pardo, 18 de noviembre de 1878 Paz a los muertos ... Paz también entre los vivos! Que cesen para siempre los odios y los rencores, que amenazan dividir a la familia peruana... Que cesen para siempre los odios y los rencores, que amenazan dividir la familia peruana; y que ésta, fiel a su tradicional divisa, sea "Firme y feliz por la unión".
- Miguel Pino Ponce. Correo. 14/08/2008 ...Matanga parece ser el lema de la administración pública, en lugar de "Firme y Feliz por la Unión".
- Jesús Lazo Costa. Simposio: Unidad Nacional factor importante para el desarrollo nacional. Ejército del Perú. Tema de exposición: Firme y Feliz por la Unión
- Elias del Carmen Passarell. Publicación: "El Perú firme y feliz por la unión"
- Acuerdo Nacional 23 de julio de 2002 Tal vez con este documento ponemos la primera piedra para construir realmente el sueño primero de la República: un Perú firme y feliz por la unión de todos los peruanos".
- Aldo Mariátegui Diario Correo Deberíamos cambiar el desacertado lema nacional “Firme y feliz por la Unión” ...ya que la realidad nos muestra que el peor enemigo de un peruano es otro peruano
- CIAP 2007 Encuentro anual Por todo ello, Manos Artesanas se plantea así misma como un tributo a la construcción de la promesa de la vida peruana. 10 miradas, 10 apuestas, 10 reflexiones sobre la necesidad de cumplir el mismo sueño republicano de Firmes y Felices por la Unión.
- Luis Alva Castro. Noviembre de 2003 expresidente del Parlamento Andino pues la fortaleza de la CAN reside en la unión. La unión hace la fuerza, como reza en el lema de Bolivia, o Somos firmes y felices por la unión como reza en el lema peruano.
- Carlos Ferrero Costa. 2004. Presidente del Consejo de Ministros  Por primera vez en nuestra historia, los peruanos tenemos un compromiso a largo plazo, elaborado a través del consenso. Nos toca a todos difundir, desarrollar y cumplir estas políticas, para construir juntos un "Perú, firme y feliz por la unión".
- Pedro Pablo Kuczynski. 2016. Presidente Constitucional de la República del Perú . Lo que les pido, lo que urge hacer, es comprometerse con la patria, con los conciudadanos, con el sueño republicano que hace casi 200 años tuvieron para todosnosotros los fundadores de la independencia del Perú. Repito aquí hoy la frase que fundó nuestra patria: Una sola república, "firme y feliz por la unión".
- Juan Sheput, 2017, congresista de la República, señala en entrevista con el diario oficial El Peruano "que ya es hora que el Perú a cuatro años del Bicentenario trabaje a la luz del lema de la patria: Firme y feliz por la Uniòn".